# Monochoria australasica
Monochoria australasica är en vattenhyacintväxtart som beskrevs av Henry Nicholas Ridley. Monochoria australasica ingår i släktet Monochoria och familjen vattenhyacintväxter. Inga underarter finns listade.